# Beleg van Rees (1599)
Het Beleg van Rees is een mislukte belegering tijdens de Tachtigjarige Oorlog door Duitse troepen onder leiding van Simon VI van Lippe in samenwerking met de Republiek der Zeven Verenigde Nederlanden op de Neder-Rijnse (thans Duitse) stad Rees, die in 1598 door het (Spaanse) Leger van Vlaanderen was ingenomen.

## Aanloop
Na het Beleg van Zaltbommel (1599) trok Francesco de Mendoza met stille trom de Bommelerwaard op en bouwde daar het Fort Sint-Andries in een poging door te dringen in de Tielerwaard. Maurits van Nassau, de latere prins van Oranje, dwarsboomde dit succesvol door er schansen tegenover te bouwen. Een Spaanse poging om Woudrichem bij verrassing in te nemen mislukte. De Spaansgezinde graaf Willem van den Bergh wist echter succesvol Doetinchem in te nemen. De Duitsers kwamen echter laat in actie, en onder leiding van de graaf van der Lippe met Filips van Hohenlohe-Neuenstein, en de graaf van Solms stonden zij aan het hoofd van de Neder-Saksische Kreits en Keur-Rijnse Kreits om de geplande aanvallen uit te voeren. Het leger bestaande uit 12.000 soldaten en 2.000 ruiters was slecht georganiseerd, en orde en tucht ver te zoeken. Het waren onervaren en slecht bewapende soldaten. Ze hadden geen geschut, en geen proviand. Hierin zou de Republiek der Zeven Verenigde Nederlanden moeten voorzien. Het leek erop dat de graven Solms en Van der Lippe de Staatse dienst hadden verlaten, maar wilden zich na deze veldtocht weer bij Maurits aansluiten. Mendoza trachtte te beletten dat het Duitse leger zich aansloot bij het Staatse leger van Maurits, en liet vervolgens het Genneperhuis en Gennep ontruimen, dat meteen door de Duitsers bezet werd. Met weinig moeite wisten zij een schans bij Rijnberk in te nemen, maar het ontbrak ze aan materieel om de stad zelf te belegeren. Na enkele dagen van belegering besloten zij de aftocht te blazen. Ze gingen toen op strooptocht, en plunderden het klooster van Sint-Oedenrode. Nadat zij door de Republiek der Zeven Verenigde Nederlanden van kanonnen voorzien waren, sloegen zij hun beleg voor Rees.

## Belegering
De bevelhebber van Rees, Hendrik van den Bergh, een volle neef van Maurits van Nassau, kon de stad eenvoudig verdedigen. Er werd bij aankomst meteen een bestand gesloten. De Staatse sappeurs werkten intussen gewoon door aan de approches om meer dagloon te verdienen. Tijdens dit bestand werd er zo slecht wacht gehouden, dat de Spanjaarden tot driemaal toe onopgemerkt versterkingen binnen de stad wisten te brengen. Groepen losgeslagen soldaten plunderden de omgeving, op dezelfde wijze als de Spanjaarden dat sinds de bezetting van Rees deden. Dronken kwamen ze weer terug op de legerplaats. Ten slotte werd op 10 september de stad opgeëist. Maar dit ging niet volgens de regels van krijgsgebruik, de belegerden hielder de onderhandelaar vast en de Spanjaarden deden vervolgens geheel onverwacht een stormaanval op de belegeraars. De belegeraars die hier volkomen door werden verrast, vluchtten hierop meteen met achterlating van materieel, gereedschappen en wapens. Ze verloren bij deze stormloop 200 man. De vluchtenden renden alle richtingen op, waardoor het gehele leger uiteenviel en nooit meer herenigd werd. Volgens veel soldaten waren zij slechts voor drie maanden ingehuurd en dat deze verstreken waren. Ook de schans voor Rijnberk werd verlaten, en dankzij de graven Solms en Van der Lippe wisten ze de bezetting op Emmerik en Orsoy te handhaven. Gennep en het Genneperhuis werden op 3 en 4 november overgedragen aan het Spaanse bestuur.

## Nasleep
Francesco de Mendoza had van de Duitsers niet veel meer te duchten, maar Maurits maakt het nog steeds erg moeilijk, waarop Mendoza besloot Rees en Gennep te verlaten, en de schans bij Rijnberk te slechten. Mendoza hoopte dat Maurits dan Emmerik zou verlaten. Echter Filips III van Spanje brak vrijwel direct na zijn troonsbestijging met de gegroeide praktijk van Spaanse handel met de opstandelingen in de Noordelijke Nederlanden om de oorlog te betalen. Filips III verbood deze handel, liet alle in Spaanse en Portugese havens aanwezige schepen met hun lading in beslag nemen en nam de bemanning gevangen. Toen de Staatsen die hier van hoorden, hadden niet veel verwachtingen meer van Duitse steun. Ze zagen uiteindelijk meer succesvolle kansen in een zeetocht. Deze omslag zou uiteindelijk leiden tot de succesvolle Slag bij Nieuwpoort.